# العوامل المضادة للالتهابات في حليب الأم
العوامل المضادة للالتهابات في حليب الأم هي تلك المواد النشطة بيولوجيا التي تمنح أو تزيد من الاستجابة المضادة للالتهابات لدى الرضيع الذي يرضع من الثدي. 
| المكون الحيوي                   | الوظيفة                            |
| ------------------------------- | ---------------------------------- |
| فيتامين A                       | يتفاعل ويعطل الجذور الحرة للاكسجين |
| فيتامين C                       | يتفاعل ويعطل الجذور الحرة للاكسجين |
| فيتامين E                       | يتفاعل ويعطل الجذور الحرة للاكسجين |
| كاتالاز                         | تحطيم بيروكسيد الهيدروجين          |
| غلوتاتيون بيروكسيداز            | يمنع تحلل الأحماض الدهنية          |
| PAF- اسيتيل هيدروليز            | يزيل PAF، عامل منع القرحة          |
| ألفا 1- انتيتريبسين             | يثبط البروتياز                     |
| الفا1-انتيكيموتريبسن            | يثبط البرووتياز                    |
| PG1 (Exopolygalacturonase       | حماية خلوية                        |
| PG2                             | حماية خلوية                        |
| ECF                             | يساعد على نضوج الأمعاء             |
| TGF-alpha                       | يعزز نمو الأنسجة الظهارية          |
| عامل النمو المحول بيتا          |                                    |
| إنترلوكين-10 (السيتوكاين)       |                                    |
| عامل النمو المحول -الفا; RI,RII |                                    |

## بيبلوغرافيا
- Walker, Marsha (2011). Breastfeeding management for the clinician : using the evidence. Sudbury, Mass: Jones and Bartlett Publishers. ISBN 9780763766511.